# Miejscowości Wyspy Świętej Heleny, Wyspy Wniebowstąpienia i Tristan da Cunha
Wyspa Świętej Heleny, Wyspa Wniebowstąpienia i Tristan da Cunha – brytyjskie terytorium zamorskie, która składa się z trzech części położonych na południowym Oceanie Atlantyckim, odległych od siebie o kilka tysięcy kilometrów. W jej skład wchodzą: Wyspa Świętej Heleny, Wyspa Wniebowstąpienia (ang. Ascension) oraz archipelag Tristan da Cunha, do którego administracyjnie zaliczana jest również wyspa Gough.
Według danych oficjalnych pochodzących z 2008 roku terytorium zamorskie posiadało ponad 10 miejscowości znajdujących się na wyspach. Stolica kraju i jedyne miasto Jamestown liczyła około 640 mieszkańców.

## Alfabetyczna lista miejscowości na Wyspie Świętej Heleny, Wyspie Wniebowstąpienia i Tristan da Cunha
(w nawiasie nazwa wyspy, czcionką pogrubioną wydzielono stolice wysp)
- Alarm Forest (Wyspa Świętej Heleny)
- Blue Hill (Wyspa Świętej Heleny)
- Cat Hill (Wyspa Wniebowstąpienia)
- Edinburgh of the Seven Seas (Tristan da Cunha)
- Georgetown (Wyspa Wniebowstąpienia)
- Half Tree Hollow (Wyspa Świętej Heleny)
- Jamestown (Wyspa Świętej Heleny)
- Levelwood (Wyspa Świętej Heleny)
- Longwood (Wyspa Świętej Heleny)
- Sandy Bay (Wyspa Świętej Heleny)
- Saint Paul’s (Wyspa Świętej Heleny)
- The Residency (Wyspa Wniebowstąpienia)
- Traveller’s Hill (Wyspa Wniebowstąpienia)
- Two Boats Village (Wyspa Wniebowstąpienia)